# Mission d'observation de l'Union européenne en Géorgie
La mission d'observation de l'Union européenne en Géorgie (EUMM Géorgie ou EUMM Georgia en anglais pour European Union Monitoring Mission in Georgia) est une mission de surveillance civile non armée de l'Union européenne déployée en octobre 2008 en Géorgie à la suite de l'accord en six points qui a mis fin à la deuxième guerre d'Ossétie du Sud et dans le cadre de la politique de sécurité et de défense commune.

## Rôle
L'EUMM Géorgie assure plusieurs missions et notamment : 
- La surveillance et médiation dans les relations entre la Géorgie d'une part et l'Abkhazie et l'Ossétie du Sud d'autre part.
- La communication d'informations sur la politique de l'UE en Géorgie et dans l'ensemble de la région.
- La remontée d'informations de terrain vers les institutions européennes afin de faire évoluer la politique de voisinage mise en œuvre et d'accroître l’influence de l'UE dans la région.

Le mandat donné par le Conseil européen est valable dans toute la Géorgie, cependant, les autorités de l'Abkhazie et de l'Ossétie du Sud refusent l'accès aux territoires sous leur contrôle aux observateurs européens.
La mission a son siège à Tbilissi et trois bureaux régionaux à Mtskheta, Gori (près de l'Ossétie du Sud) et Zougdidi (près de l'Abkhazie).
Elle a agi conjointement avec des missions de l'OSCE et des Nations unies présentes un temps sur le même terrain et avec des objectifs similaires; la mission de l'OSCE s'est retirée le 31 décembre 2008; la mission des Nations unies s'est retirée le 30 juin 2009. 

## Bilan 10 ans après son déploiement
Le mandat donné par l'Union européenne à la mission d'observation en Géorgie comprend quatre points : le suivi et la stabilisation de la situation, l'appui au processus de normalisation, la réduction des tensions via des contacts et des projets, et l'aide aux décisions politiques européennes.  
Si l'on peut dire que la situation en Géorgie est relativement calme depuis le lancement de la mission, il n'en reste pas moins qu'elle demeure compliquée et que peu de progrès ont été faits. Ainsi, sur les six points qui constituent l'accord mettant fin à la deuxième guerre d'Ossétie du Sud, deux d'entre eux ne sont toujours pas respectés. Non seulement les Européens n'ont toujours pas accès aux territoires occupés par les forces russes et leurs alliés, mais ceux-ci ne se sont également pas encore retirés. Ainsi, la Military Balance estime que 7 000 militaires russes sont encore présents en Ossétie du Sud et en Abkhazie, plaçant la Géorgie comme la deuxième plus grande opération russe, après l'Ukraine.  
Pour les habitants, la situation reste également très difficile d'un côté comme de l'autre de la ligne de démarcation. Des permis de circulation sont délivrés pour une validité de trois ans mais il n'est pas certains qu'ils soient reconduits. Par ailleurs, les autorités ont le pouvoir de suspendre le passage à leur gré. Cela crée une forte précarité ainsi qu'un ressentiment de la population géorgienne qui a l'impression de l'EUMM ne fait rien.

## Sources

## Compléments